# 新光阳港站
新光陽港站（：／ Singwangyanghang yeok */?）是位于韩国全罗南道光阳市骨若洞的一座鐵路站，属于新光阳港线。

## 历史
- 2010年7月8日 - 落成使用。

## 相鄰車站
韓國鐵道公社
新光陽港線
草南－新光陽港